# QX (brittisk tidskrift)
QX (stiliserat som qx) är en brittisk gratis tidskrift för HBTQ-publiken i Storbritannien utgiven av Firststar Ltd.
Brittiska QX grundades 1992 och finns att hämta gratis vid de flesta HBTQ-ställen i London och resten av Storbritannien. Tidningen fokuserar sitt innehåll kring HBTQ-scenen i London, men innehåller till viss del även innehåll om andra delar av landet.
Som gratistidning domineras dess innehåll av reklam för olika gayklubbar och liknande. Magasinet innehåller även nyhetsartiklar, recensioner av klubbar och barer, medan sista sidorna domineras av annonser för manliga eskorter.
QX ägarbolag Firststar Ltd. hamnade 2020 på obestånd. Bolaget fick därför likvidatorer utsedda. Tidningens hemsida uppdateras dock fortfarande regelbundet.